# Philemon Klein
Philemon Klein OFM (1708/1709-1762), počeštěně Filemón Klein byl slezský františkán a cestovatel. Narodil se v dolnoslezském městě Oława (německy Ohlau). Jako mladík vstoupil do františkánského řádu, řeholní sliby složil v devatenácti letech 11. března v Lehnici. Po vysvěcení na kněze a zaučení působil od roku 1738 jako lektor filozofie na klášterních studiích. Mezi jeho význačnější aktivity však patřil úkol společníka (socius, sekretář) pro řádové františkánské představené na jejich cestách. Takto odcestoval 21. února 1738 jako socius českého provinčního definitora Rocha Ulbricha (†1750) do Sedmihradska na vizitaci tamější františkánské provincie a klášterů. Poznatky z této cesty zaznamenal v rukopisně dochovaném cestopise Diarium itineris ex Provinciae Bohemiae Conventu Glacensi ad Transsylvaniam. V díle zachytil také širší kulturní poměry soudobého Balkánu, například tamější víru ve vampýry. V roce 1755 cestoval s dalším definitorem Kilianem Kurmeisenem do Španělska. Obě zmínky o cestách uvádějí jako jeho domovský konvent klášter v Kladsku. Blížíce se padesátce, působil Philemon Klein ve vedení řádu. Byl zvolen provinciálem (provinčním ministrem) slezské františkánské provincie svaté Hedviky, která vznikla v roce 1755 odloučením většiny slezských klášterů od české františkánské provincie. Působil též jako provinční vikář a definitor. Philemon Klein zemřel 1. července 1762 v Ratiboři.